# Колібаші (Димбовіца)
Колібаші (рум. Colibași) — село у повіті Димбовіца в Румунії. Входить до складу комуни Єдера.
Село розташоване на відстані 76 км на північний захід від Бухареста, 17 км на північний схід від Тирговіште, 69 км на південь від Брашова.

## Населення
За даними перепису населення 2002 року у селі проживали 563 особи, усі — румуни. Усі жителі села рідною мовою назвали румунську.